# Agyrtacantha othello
Agyrtacantha othello là loài chuồn chuồn trong họ Aeshnidae. Loài này được Lieftinck mô tả khoa học đầu tiên năm 1942.